# Мой муж — инопланетянин
«Мой муж — инопланетя́нин» — советская кинокомедия 1990 года. Режиссёр — Валентин Ховенко.

## Сюжет
Верной жене Люсе достался гулящий муж Виктор. Он не только изменяет своей жене, но и бесконечно придумывает идиотские объяснения своим «похождениям». Однажды он возвращается домой голый и со следами помады. Как утверждает Виктор, он подвергся ограблению. Ночью же он же заявляет, что является пришельцем. Вскоре после этого Люся встречает мужа в метро, однако тот ведёт себя так, как будто видит её первый раз в жизни. Вместе с подругой Верой Люся начинает пытаться вывести мужа на чистую воду. Муж представляется Казимиром, профессиональным музыкантом. Его бывшую жену тоже зовут Людмилой. Проведя с ним ночь, Люся замечает, что муж стал несколько другим: другой склад характера, исчезла родинка, появился шрам (после армии, в которой Виктор не служил), не испытывает зверского аппетита после полового акта, не может починить водопроводный кран. Открыв дверь по звонку, Люся видит на лестнице голого Виктора, закрывающего паспортом гениталии. Он сознается, что изменял ей, его обокрали и выгнали. Люся опять подозревает, что он шутит, и начинает ругаться. Тут Виктор здоровается с кем-то, стоящим за спиной Люси. Она оборачивается и видит Казимира в халате. 

## В ролях
- Светлана Рябова — Люся
- Сергей Мигицко — Виктор / Казимир
- Светлана Крючкова — Вера, подруга Люси
- Владимир Ильин — Всеволод Аскольдович Китаец, пациент Люси, кинолог
- Михаил Кокшенов — Серёжа
- Роман Ткачук — Рашид, сосед
- Лев Перфилов — Михаил Семёнович, стоматолог
- Надежда Самсонова — Анеля Карловна, мама Люси
- Павел Кассинский — Гоша, сын Веры
- Елена Бушуева — пациентка стоматолога
- Михаил Богдасаров — музыкант в ресторане
- Николай Парфёнов — швейцар в ресторане
- Эммануил Геллер — посыльный с розами
- Олеся Иванова — работница метро
- Людмила Артемьева — работница прачечной
- Игорь Бушмелев
- Юрий Внуков — официант
- Сергей Николаев
- Готлиб Ронинсон — пациент стоматолога

## Съёмочная группа
- Режиссёр: Валентин Ховенко
- Сценарист: Николай Преображенский
- Оператор: Евгений Гуслинский
- Композитор: Мераб Гагнидзе
- Художник: Валентин Коновалов

## Технические данные
- Страна-производитель: СССР
- Продолжительность фильма: 77 минут
- Язык фильма: русский
- Цвет: цветной